# Arima (nahija)
Nahija Arima (ar. ناحية عريمة‎) je nahija u okrugu al-Bab, u sirijskoj pokrajini Alep. Površina nahije je 317,38 km2. Po popisu iz 2004. (prije rata), nahija je imala 32.041 stanovnika. Administrativno sjedište je u naselju Arima.